# Distrikt Chaca
Der Distrikt Chaca liegt in der Provinz Huanta in der Region Ayacucho in Südzentral-Peru. Der Distrikt wurde am 16. Dezember 2015 aus Teilen des Distrikts Santillana gebildet. Der Distrikt besitzt eine Fläche von 106 km². Beim Zensus 2017 wurden 2262 Einwohner gezählt. Sitz der Distriktverwaltung ist die 3384 m hoch gelegene Ortschaft Chaca mit 994 Einwohnern (Stand 2017). Chaca liegt 18 km nordnordöstlich der Provinzhauptstadt Huanta.

## Geographische Lage
Der Distrikt Chaca liegt im Andenhochland zentral in der Provinz Huanta. Der Río Pacchanga durchquert den Distrikt nach Westen und mündet im äußersten Westen des Distrikts in den Río Mantaro.
Der Distrikt Chaca grenzt im Südwesten an die Distrikte Huanta und Luricocha, im Nordwesten an den Distrikt Santillana sowie im Osten an den Distrikt Uchuraccay.

## Ortschaften
Neben dem Hauptort gibt es folgende größere Ortschaften im Distrikt:
- Llacchuas (210 Einwohner)